# Édouard J. Maunick
Édouard Joseph Marc Maunick (districte de Flacq, 23 de setembre de 1931 – 10 d'abril de 2021) fou un poeta, periodista i diplomàtic mauricià. En 1989 va guanyar el primer Premi Tchicaya U Tam'si de Poesia Africana.

## Biografia
Maunick era un mestís o mulat, i com a tal va ser objecte de discriminació per part de negres i blancs. Va treballar breument com bibliotecari a Port-Louis abans d'anar a París el 1960, on va escriure, va donar conferències i va dirigir per a la Coopération Radiophonique. També va ser un col·laborador freqüent de "Présence Africaine" i altres revistes pròximes al panafricanisme. En 1982 va entrar a la UNESCO el 1982, on esdevingué director d'intercanvis culturals i de la Col·lecció UNESCO d'Obres Representatives fundada per Roger Caillois. De 1985 a 2001 fou membre de l'Alt Consell de la Francofonia. De 1994 a 1995 fou ambaixador de Maurici a Sud-àfrica.
El treball de Maunick no es basava en la recerca més tradicional de les arrels per establir una identitat individual. En comptes d'això, lamentava el seu propi aïllament i la persecució del seu poble en col·leccions de poesia com Les Oiseaux du sang (1954), Les Manèges de la mer (1964), i Mascaret o el livre de la mer et de la mort (1966). El seu Fusillez-moi (1970) va ser escrit com a protesta contra els negres que mataven negres a la Guerra de Biafra. Entre els treballs posteriors hi ha Africaines du temps jadis (1976) i En mémoire de mémorable suivi de Jusqu'en terre Yoruba (1979).

## Guardons
En 1989 va obtenir el Premi Tchicaya U Tam'si de Poesia Africana. El 16 d'octubre de 2003 va rebre el Grand prix de la francophonie, concedit per l'Acadèmia Francesa. En 1977 el Premi Guillaume Apollinaire per Ensoleillé vif. També va ser guardonat com a Gran Oficial de l'Orde del Lleó del Senegal, comanador de l'Orde de les Arts i de les Lletres i oficial de la Legió d'Honor.

## Obres
- 1954: Ces oiseaux du sang;
- 1954: Les manèges de la mer;
- 1966: Mascaret ou le livre de la mer et de la mort;
- 1970: Fusillez-moi;
- 1977: Ensoleillé vif;
- 1965: Jusqu'en terre Yoruba;
- 1979: En mémoire du mémorable suivi de Jusqu'en terre Yoruba;
- 1982: Désert archipel suivi de Cantate païenne pour Jésus Fleuve;
- 1983: Nja Mahdaoui Préface et poèmes;
- 1985: Saut dans l'arc en ciel;
- 1987: Le cap de désespérance, Soweto;
- 1987: Un arbre en est la cause;
- 1987: Mandela mort et vif;
- 1988: Paroles pour solder la mer;
- 1988: Anthologie personnelle;
- 1989: Pays de permission;
- 1990: Toi laminaire (Italiques pour Aimé Césaire);
- 1996: De sable et de cendre;
- 2000: Seul le poème;
- 2001: Mandela mort et vif/Mandela dead and alive;
- 2001: Elle et île de la même passion;
- 2004: Brûler à vivre/Brûler à survivre;
- 2005: 50 quatrains pour narguer la mort (Bartoldi, Maurice);
- 2006: 50 quatrains pour narguer la mort suivi de Contre silence (Seghers).